# 布萊恩·奔本
布萊恩·奔本（英語：Brian Edward Benben，1956年6月18日—）是美國的一位演員。他最著名的作品是在ABC電視劇私人診所中飾演Dr. Sheldon Wallace。他出生在維吉尼亞州溫徹斯特。